# Sint-Michielskerk (Kortrijk)
De Sint-Michielskerk is een kerk in de Belgische stad Kortrijk. Ze bevindt zich aan het Sint-Michielsplein in de historische binnenstad. De kerk is sinds 1942 een beschermd monument.

## Geschiedenis
De Sint-Michielskerk werd in 1607-1611 gebouwd door stadsarchitect Jan Persijn in opdracht van de jezuïeten, ter vervanging van de 14de-eeuwse Heilige-Geestkapel. Het klooster en het college van de paters reikte tot aan de Kasteelstraat. De diepte bedroeg bijna 100 meter. In 1611 werd de kerk ingewijd door de bisschop van Doornik. 
In 1720 werd de kerk met een barokgevel en interieur getooid (die in 1886 werden gesloopt en vervangen door een neogotische gevel en interieur). In 1773 werd het klooster opgeheven en de gebouwen werden aan particulieren verkocht. Tegelijkertijd werd dwars door de voormalige gebouwen de Heilige Geeststraat aangelegd.  Alleen de Sint-Michielskerk bleef bewaard en werd gedurende een korte periode een parochiekerk. Na de terugkeer van de jezuïeten in 1843 in een deel van de voormalige kloostergebouwen werd de kerk opnieuw hun kloosterkerk. 
Tijdens het bombardement van 21 juli 1944 brandde de kerk uit. Alleen de één zijaltaar bleef bewaard, namelijk het altaar van Sint-Michiel, dat sinds de overbrengingen van het beeldje van O.L.V. van Groeninge als vereringsaltaar fungeerde. De huidige kerk is een driebeukige basilicale kerk in laatgotische stijl met een halfrond koor in het noorden en met twee torens. Op 29 juni 1952 werd de volledig gerestaureerde kerk opnieuw ingewijd.
In 1993 vertrok de jezuïetengemeenschap en werd de kerk toevertrouwd aan de Sint-Michielsbeweging, die er haar hoofdhuis heeft.

## Kunstobjecten & Mariakapel
In 1947 werd in neo-Byzantijnse stijl een kapel toegevoegd waar het 13e-eeuwse wonderbeeldje van Onze-Lieve-Vrouw van Groeninge werd ondergebracht in een schrijn boven het altaar. Sinds 1841 wordt het beeld in deze kerk bewaard na te zijn overgebracht uit de opgeheven Groeningeabdij.  Gravin Beatrijs schonk het aan deze abdij en overleed er in 1288. Haar hart werd in een loden kistje na de opheffing van de abdij ook in de Sint-Michielskerk in de kerkmuur ingemetseld. Hiervan zijn twee marmeren platen in de kerk en de kapel getuige.  
Ook de kaars van Atrecht, eveneens geschonken door dezelfde Gravin, en de kazuifel met manipel van Thomas van Kantelbergen werden tot in 1993 in deze kerk bewaard. Sindsdien zijn deze deel van de collectie van de Kortrijkse musea. 
Tevens staat er een kopie van de Pietà van Michelangelo in de kerk. 
De brandglas ramen van de kerk vertellen het verhaal en legende van de Mariabeeld. Terwijl de brandglasramen van het koor en aan het orgel respectievelijk de 7 sacramenten uitbeelden en de kroning van Maria in de hemel. 